# 恥辱診察室
『恥辱診察室』（ちじょくしんさつしつ）は、2002年6月21日にアトリエかぐや Berkshire Yorkshireから発売された18禁陵辱アドベンチャーゲームである。また、2003年5月25日と同年9月25日にはミルキーレーベルから全2巻のアダルトアニメ版が発売された。
2004年5月28日には、DVD版が発売された。声優陣が一新されているが、旧作の音声も収録されており、切り替え操作が可能となっている。

## 特徴
本作の診察シーンはミニゲームとなっており、ターゲットになる女性患者の特定の3箇所をマウスカーソルでつまんだり引っ張ったりといった行為を繰り返しながら性感を高め、部分アニメーションや喘ぎ声で臨場感を出している。

## あらすじ
陵辱治療を得意とする闇医者、石田真治は経営難に陥った長塚病院を立て直すべく、院長に依頼されてやってくる。真治は金持ちの女性に陵辱的な治療を行いながらも次々と女性を魅了し、病院の経営を立て直していく。

## 登場人物
声優はDVD版/OVA版の順を表記。
石田 真治（いしだ しんじ）
声 - 江戸鈎素（OVAのみ）
本作の主人公。
長塚 萌香（ながつか ほのか）
声 - 岩泉まい/木葉楓
メインヒロイン。長塚病院の看護婦で院長の娘。
白川 恭子（しらかわ きょうこ）
声 - 青山ゆかり/島香麗子
長塚病院の看護婦。同メーカーの後続作品『姉汁 〜白川三姉妹におまかせ〜』にも登場する。
早瀬 ともみ（はやせ ともみ）/ 木下 ともみ（きのした ともみ）<OVA>
声 - 神崎ちひろ/樋口すみれ
女子高生クリエイター。自ら考案したキャラクターが大流行し、印税で相当儲けている。性知識に乏しく、信じ込みやすい。『ナースにおまかせ』の主人公・早瀬郁哉と同姓だが、関連性は不明。
OVAでは木下愛恵の娘という設定であり、父親も登場。
橘 奈緒美（たちばな なおみ）
声 - 金松由花/—
グラマーな有名女優。
木下 愛恵（きのした あゆみ）
声 - 紫苑みやび/藤村美樹
莫大な遺産を相続した人妻。
OVAでは原作の早瀬ともみの母親という設定であり、夫も登場する。
久保 加奈子（くぼ かなこ）
声 - カンザキカナリ/—
大手製薬会社に勤めるキャリアウーマン。
OVAでは長塚院長と会話する場面で登場しており、物語に深く関わっていない。
東十条 沙月（ひがしじゅうじょう さつき）
声 - 春日アン/朝宮咲
財閥令嬢。気が強く、我儘な性格。

## 関連商品
小説版
- 著者 - 戸田栄二郎
- 発行 - 有限会社ハーヴェスト出版
- 発売 - 株式会社星雲社
- 初版発行 - 2002年11月1日

アダルトアニメ版
- 制作 - ミルキーレーベル
- 第1巻発売 - 2003年5月25日
- 第2巻発売 - 2003年9月25日

キャスト：木葉楓、島香麗子、樋口すみれ、藤村美樹、朝宮咲、江戸鈎素、室園丈裕、一条和矢